# Drew Jacoby

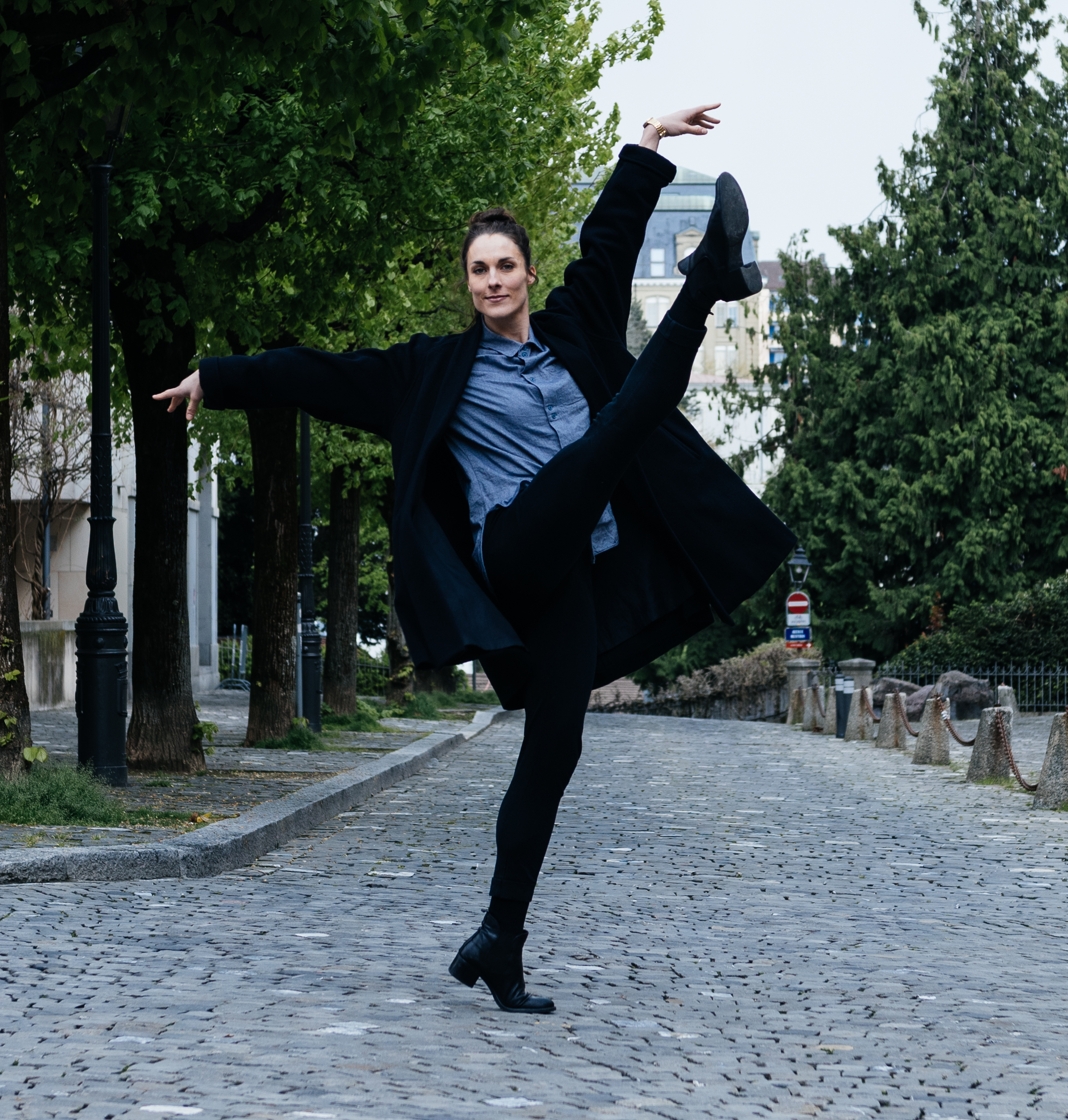
Drew Jacoby

Drew Jacoby (Boise, 1984) is een Amerikaanse balletdanseres.

## Biografie
Jacoby studeerde aan de School of American Ballet te New York, het San Francisco Ballet en het Pacific Northwest Ballet te Seattle. Tussen 2002 en 2006 danst ze bij LINES ballet van Alonzo King. In 2008 right ze Jacoby & Pronk op met Rubinald Fonk. Tussen 2012 en 2015 danst ze bij het Nederlands Dans Theater en verhuisde hiervoor naar Den Haag. Sinds 2015 danst ze bij Ballet Vlaanderen.

## Erkentelijkheden
- 2007 - Uitgeroepen tot It girl door Dance Magazine.[2]
- 2018 - nominatie Prix Benois de la Danse voor Café Müller